# Olivier Blanchard
Olivier J. Blanchard (Amiens, 27 de dezembro de 1948) é um economista francês e professor de economia do MIT e da Paris School of Economics. Foi de setembro de 2008 até setembro de 2015 economista-chefe do Fundo Monetário Internacional.
Blanchard doutorou-se em economia em 1977 no MIT. Ele ensinou na Universidade de Harvard entre 1977 e 1983, quando retornou para a sua antiga universidade como professor. Entre 1998 e 2003, Blanchard serviu como diretor do departamento de economia do MIT.
Blanchard publicou muitas pesquisas no campo da macroeconomia, incluindo livros voltados para alunos de graduação, sendo o mais popular deles o Macroeconomics.